# Sphaeroderus nitidicollis
Sphaeroderus nitidicollis är en skalbaggsart som beskrevs av Louis Alexandre Auguste Chevrolat. Sphaeroderus nitidicollis ingår i släktet Sphaeroderus och familjen jordlöpare. Inga underarter finns listade i Catalogue of Life.